# Kejkavus II.
Kejkavus II. (perzijsko عز الدين كيكاوس بن كيخسرو‎, ʿIzz ad-Dīn Kaykāwus ibn Kaykhusraw) je bil sultan seldžuškega Sultanata Rum, ki je vladal od leta 1246  do 1257.

## Življenje
Kejkavus je bil najstarejši sin Kejhusreva II. in Grkinje Produlije. Ob očetovi smrti leta 1246 je bil še mladoleten in se ni mogel resno upreti mongolskemu osvajanju Anatolije. Večji del svojega mandata seldžuškega sultana Ruma je delil z enim ali obema bratoma Kiliç Arslanom IV. in Kejkubadom II.  Njegova mati je bila hčerka grškega pravoslavnega duhovnika iz Nikeje, katero je celo življenje prosila za  podporo.  Mongolski poveljnik Bajdžu je Kejkavusu stalno grozil in ga opozarjal, naj redno plačuje davek in od njega zahteval nove pašnike v Anatoliji za mongolsko konjenico. Mongoli so Kejkavusa leta 1256 porazili in ga prisilili na beg v Bizantinsko cesarstvo. Na bizantinskem dvoru so ga sprejeli in pridržali, zato je brat Kejkubad za pomoč prosil Berke Kana iz Zlate horde.  Berkejev general Nogaj Kan je leta 1265 napadel Bizantinsko cesarstvo in osvobodil njega in njegovo spremstvo. Berke je dal Kejkavusu apanažo na Krimu in z njim poročil svojo hčerko Urbaj Hatun. Umrl je v izgnanstvu na Krimu leta 1279 ali 1280.
Po Rustamu Šukurovu se je imel Kejkavus II. za kristjana in muslimana.

## Zapuščina
Kejkavus II. je kljub temu, da je bil odstavljen in izgnan, ostal priljubljen med Turkmeni v Anatoliji in grožnja krhkemu mongolsko-seldžuškemu zavezništvu. Leta 1271 so zaradi dopisovanja z njim aretirali vezirja Fakhr al-Din Alija. Leta 1276 ga je za pomoč v uporu proti Mongolom zaprosil  Karamanoğlu Mehmed Bej. Ker mu Kejkavus ni mogel pomagati, Mehmed Bej pa je kljub temu menil, da je na svoji strani dobro imeti nekoga iz seldžuške dinastije, je za vodjo upora imenoval pretendenta za seldžuški prestol Džimrija. Kejkavus mu je kasneje s Krima poslal nekaj svojih sinov, kandidatov za seldžuški prestol. Eden od njih, Masud II., je nazadnje le zmagal in leta 1280 zasedel seldžuški prestol.
Nekaj sodobnih zgodovinarjev ima bizantinskega plemiča Atanazija Sultana za Kejkavusovega brata ali sina.  Domneva je malo verjetna, ker je Sultan živel kasneje. Sodeč po imenu je bila v  tesnem sorodstvu s Kejkavusom pokristjanjena aristokratska rodbina Sultanoi.
V osmanskem obdobju je uporni Šejk Bedreddin, ki je imel podporo večine turkmenskih priseljencev na Balkanu, trdil, da je potomec Kejkavusa II.

## Vir
- Claude Cahen. Pre-Ottoman Turkey: a general survey of the material and spiritual culture and history. New York: Taplinger, 1968. str. 271-279.

| Kejkavus II. Seldžuška dinastija |                                |                             |
| Vladarski nazivi                 |                                |                             |
| Predhodnik: Kejhusrev II.        | Sultan Sultanata Rum 1246–1257 | Naslednik: Kilič Arslan IV. |